# Darwin Deez
Darwin Deez ist eine US-amerikanische Indie-Folk-Band aus New York, die beim Musiklabel Lucky Number unter Vertrag ist. Sie wurde nach ihrem Frontmann Darwin Deez (Darwin Smith) benannt.

## Bandgeschichte
Die Gruppe formierte sich um ihren Frontmann Darwin Deez, einen Sänger, der die Wesleyan University besuchte und früher Gitarrist bei den Creaky Boards war.
Ende des Jahres 2009 erhielt die Gruppe erstmals öffentliche Aufmerksamkeit im Vereinigten Königreich, als sie ihre Debütsingle Constellations veröffentlichte. Im April 2010 brachte die Gruppe ihre zweite Single Radar Detector heraus, die es schaffte, sich auf Platz 62 der britischen Singlecharts und auf Platz fünf der britischen Independent-Charts zu platzieren.
Das nach der Gruppe benannte Debütalbum Darwin Deez wurde am 12. April 2010 sowohl im Vereinigten Königreich als auch in den Vereinigten Staaten veröffentlicht.
Im Herbst 2010 begann die Band ihre Welt-Tournee.
Im Februar 2011 brachten sie ein Mixtape unter dem Titel Wonky Beats heraus. Darwin Deez begann im April 2011 ein Australien-Tour, bei der unter anderem auf dem Groovin the Moo Festival auftraten.
Im Februar 2013 veröffentlichte Darwin Deez ihr zweites Album mit dem Titel Songs for Imaginative People und ging auf Tour, um das Album zu promoten.
Darwin Deez brachten ihr drittes Studioalbum Double Down am 18. September 2015 über das Plattenlabel Lucky Number heraus.

## Diskografie

### Alben
- 2010: Darwin Deez (Lucky Number)
- 2013: Songs for Imaginative People (Lucky Number)
- 2015: Double Down (Lucky Number)
- 2018: 10 Songs That Happened When You Left Me with My Stupid Heart (Lucky Number)

### Mixtape
- 2011: Wonky Beats

### Singles
- 2009: Constellations
- 2010: Up in the Clouds
- 2010: Bad Day
- 2010: Radar Detector
- 2013: Free
- 2013: You Can't Be My Girl

### Musikvideos
| Jahr | Titel                | Direktor        |
| ---- | -------------------- | --------------- |
| 2010 | Radar Detector       | Ace Norton      |
| 2010 | Up in the Clouds     | Tom Kingsley    |
| 2010 | Constellations       | Terri Timely    |
| 2010 | DNA                  | Miles Crawford  |
| 2012 | Free                 | Ninian Doff     |
| 2013 | You Can't Be My Girl | Keith Schofield |